# 自由銀座/自由國度
《自由銀座 / 自由國度》是日本的女子偶像組合早安少女組。'18的第66張單曲。2018年10月24日由zetima發售。

## 概要
- 「自由銀座 / 自由國度」是以早安少女組。'18名義發行的第二張單曲，也是早安少女组。通算第九張雙A面單曲。
- 此單曲是十期成員飯窪春菜的畢業單曲。
- 「自由銀座 / 自由國度」二首皆為淳君作詞作曲，當中所收錄的歌曲「Y字路的途中」則是由大橋莉子作詞作曲。
- 此單曲有5個版本，分別为「初回生產限定盤A、B、SP」和「通常盤A、B」。
- 在Oricon公信榜單曲週榜取得第2名。

## 收錄内容

### CD
1. 自由銀座
（作詞、作曲：淳君、編曲：平田祥一郎）
2. 自由國度
（作詞、作曲：淳君、編曲：大久保薫）
3. Y字路的途中
（作詞、作曲：大橋莉子、編曲：高橋修平）
4. 自由銀座 (Instrumental)
5. 自由國度 (Instrumental)
6. Y字路的途中 (Instrumental)

### DVD
初回生產限定盤A
1. 自由銀座（MV）

初回生產限定盤B
1. 自由國度（MV）

初回生產限定盤SP
1. 自由銀座 (Dance Shot ver.)
2. 自由國度（Dance shot）
3. 自由銀座 / 自由國度（MV拍摄花絮）

## 參加成員
- 9期成員：譜久村聖、生田衣梨奈。
- 10期成員：飯窪春菜、石田亞佑美、佐藤優樹。
- 11期成員：小田櫻。
- 12期成員：野中美希、牧野真莉愛、羽賀朱音。
- 13期成員：加賀楓、橫山玲奈。
- 14期成員：森戶知沙希。

## 外部連結
- 早安少女組。'18 自由銀座 / 自由國度 （页面存档备份，存于）（日語）
- YouTube上的《自由銀座》PV
- YouTube上的《自由國度》PV
- YouTube上的《Y字路的途中》PV